# Salix blinii
Salix blinii — вид квіткових рослин із родини вербових (Salicaceae).

## Морфологічна характеристика
Це листопадний кущ чи невелике дерево.

## Середовище проживання
Ендемік Південної Кореї. Цей вид росте в альпійських районах на скелястих луках або чагарникових угрупованнях. Клімат помірний прохолодний, з літнім мусоном, що приносить річну кількість опадів понад 1600 мм. Росте на висотах 1700–1800 метрів.

## Загрози
Дія морозу, еолова дефляція, змив дощем, бризки дощу та активність фауни, що викликає оголення.

## Використання
Рослина збирається з дикої природи для використання в комерційних косметичних препаратах.